# Vitalij Bianki
Vitalij Valentinovič Bianki (11. února 1894 – 10. června 1959) byl ruský autor přírodopisných knih pro děti, z nichž nejznámější jsou Lesní noviny. A taky Sýkorčin kalendář.

## Život a tvorba
Jeho rodina pocházela z Německa, jeho pradědeček se jmenoval Weiss a byl operní pěvec, který si kvůli reklamě poitalštil jméno na Bianchi. Otcem Vitalije Biankiho byl entomolog, člen Petrohradské akademie věd Valentin Lvovič Bianki.
Fyziku vystudoval na Petrohradské univerzitě. V mládí se věnoval také fotbalu, s klubem Unitas se stal roku 1913 přeborníkem Petrohradu. Zúčastnil se mnoha zoologických expedic, ale strohá akademická věda ho nebavila a raději se vydal cestou popularizace vědy, především mezi dětmi. Práce v časopise Nový Robinson, kde vedl rubriku o přírodě, jej inspirovala k jeho vrcholnému dílu Lesní noviny na každý rok (první vydání 1928), kde popisoval život v přírodě formou žurnalistických útvarů, jako je reportáž, kvíz nebo fejeton.

## Politika
Během říjnové revoluce bojoval na straně eserů, proto byl sledován sovětskou tajnou policií. V roce 1921 byl krátce vězněn v Bijsku, kde pak působil jako učitel a správce muzea. V roce 1925 byl odsouzen ke tříletému vyhnanství ve Střední Asii. Znovu byl zatčen v letech 1932 a 1935, ale pro nedostatek důkazů a na přímluvu známých spisovatelů byl propuštěn. Velké vlastenecké války se nezúčastnil kvůli srdeční vadě, před blokádou Leningradu byl evakuován na Ural.

## Dílo
- Lesní noviny (ilustrace Antonín Pospíšil)
- Mravenečkova dobrodružství (ilustrace Vilma Lesková)

Podle jeho předlohy natočil režisér Agasij Babajan film Cesta nezištné lásky (1971).